# Antonio Sant'Elia
Antonio Sant'Elia (30. dubna 1888 Como – 10. října 1916 Monfalcone) byl italský architekt a představitel futurismu.

## Život
Sant'Elia navštěvoval stavební školu v Como a později studoval na Accademia di Brera v Miláně a Accademia di Belle Arti v Bologni. V roce 1912 si otevřel vlastní architektonickou firmu v Miláně a navázala kontakt s dalšími futuristy. Sant'Elia vstoupil do italské armády v roce 1915, v době kdy Itálie vstoupila do první světové války. V roce 1916 byl zabit u Monfalcone ve věku 28 let.

## Dílo
Sant'Elia byl ovlivněn jednak italskými architekty jako byl Raimondo D’Aronco a Giuseppe Sommaruga, a Rakušany jako byl Otto Wagner a Adolf Loos. Inspirován americkými architekty výškových budov (které znal jen z časopisů), rozkreslil v letech 1912–1914 sérii kreseb La Città Nuova (New City). Na těchto výkresech odpověděl na otázky týkajících se moderních budov a dopravy, např. v Miláně. Na obrázcích byly řadové mrakodrapy, nadzemní železnice a velké letiště byly umístěny na střechu hlavního nádraží. Kresby byly vystaveny v roce 1914 na výstavě skupiny architektů s názvem Nuove Tendenze. Díky řadě publikací ovlivnil mnoho architektů modernismu ve 20. letech 20. století, včetně Le Corbusiera. 11. července 1914 se objevil manifest L’architettura futurista (Futuristická architektura) na němž se podílel Sant'Elia. Postavené Sant'Eliovy stavby jsou však spíše klasifikací určitého stylu.